# Kennedy Peak (Myanmar)
Kennedy Peak är ett berg i Myanmar.   Det ligger i regionen Chin, i den nordvästra delen av landet, 500 km nordväst om huvudstaden Naypyidaw. Toppen på Kennedy Peak är 2 703 meter över havet.
Terrängen runt Kennedy Peak är huvudsakligen bergig, men den allra närmaste omgivningen är kuperad. Kennedy Peak ligger uppe på en höjd som går i nord-sydlig riktning. Kennedy Peak är den högsta punkten i trakten. Runt Kennedy Peak är det ganska glesbefolkat, med 32 invånare per kvadratkilometer. I omgivningarna runt Kennedy Peak växer i huvudsak städsegrön lövskog.